# Marco Steiner

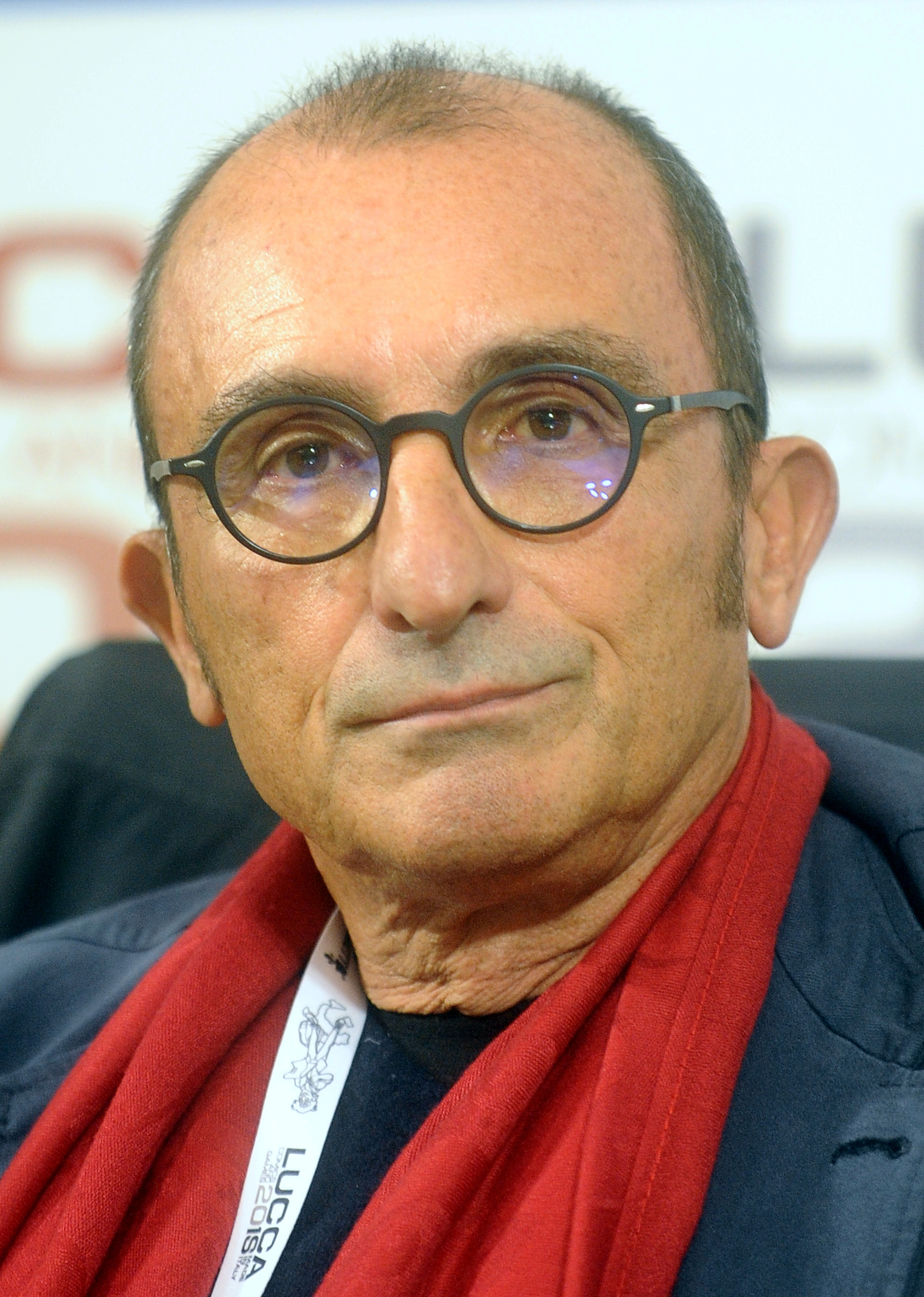
Marco Steiner a Lucca Comics & Games 2018

Marco Steiner, pseudonimo di Gianluigi Gasparini (Roma, 17 maggio 1956), è uno scrittore italiano conosciuto soprattutto per la grande collaborazione con Hugo Pratt avvenuta tra il 1989 e il 1995.

## Biografia
Marco Steiner è uno pseudonimo suggerito da Hugo Pratt e nasce dalla sua passione per due generi letterari: l’avventura e il noir. Marco nasce da Mar per Marlowe il detective di Raymond Chandler e Co per Corto Maltese, il marinaio di Hugo Pratt. Steiner sarebbe una trasformazione mitteleuropea di John Steinbeck.
Medico chirurgo dentista, dopo l’incontro con Pratt nel suo studio di Roma lascia progressivamente la sua professione e si dedica interamente alla scrittura e al viaggio. Pratt lo chiamava Zane Grey, dal nome di uno dei suoi autori preferiti, uno che faceva il dentista prima di mettersi a scrivere davvero. Da quel momento nasce Marco Steiner.
Ha lavorato come editor e traduttore (Persepolis, Blacksad, Il fotografo, Tintin, Favole) per 13 anni nella casa editrice Lizard fondata insieme a Patrizia Zanotti e allo stesso Pratt. Steiner ha iniziato a collaborare attivamente con Pratt nel 1992 per Avevo un appuntamento dell’Editore Socrates e nella redazione della versione romanzo della famosa storia a fumetti che segna la nascita di Corto Maltese, Una ballata del mare salato edita nel 1995 da Einaudi.
Nel 1996, un anno dopo la morte di Pratt, ha portato a compimento il romanzo Corte Sconta detta Arcana, edito da Einaudi.

## Produzione letteraria
Dopo un viaggio in Patagonia e in Nord America sulle tracce di Tango di Hugo Pratt, realizza nel 2006 il primo romanzo, L’ultima pista (Cadmo Edizioni).
Insieme al fotografo svizzero Marco D’Anna, ha viaggiato fra Europa, Africa, Asia, Caraibi e Sud America percorrendo, fra il 2004 e il 2017, i luoghi geografici attraversati nelle sue storie da Corto per raccontarli nelle prefazioni alle 14 avventure del marinaio prattiano e in altre storie per Rizzoli-Lizard Casterman e i principali editori europei di Pratt.
I luoghi dell’avventura, edito da Rizzoli-Lizard, nato come catalogo per la mostra omonima di Lugano (luglio-ottobre 2011), raccoglie in un volume unico le sintesi di tutte le prefazioni alle storie di Corto Maltese.
Il Corvo di Pietra (2014) è il primo romanzo in cui si racconta un’avventura di un giovane Corto Maltese, è stato pubblicato in Italia da Sellerio e in Francia da Denoël.
Oltremare è il secondo romanzo sulla giovinezza di Corto Maltese ed è stato pubblicato in Italia da Sellerio nel 2015. Il volume ha vinto nel 2016 il Premio di Letteratura Avventurosa Emilio Salgari.
Nel 2016, in compagnia del fotografo ticinese Marco D’Anna e del grande maestro della fotografia Gianni Berengo Gardin, realizza per Rizzoli-Lizard Il gioco delle perle di Venezia.
Ha scritto e diretto lo spettacolo teatrale Corto Maltese, conversazione con Irene di Boston, una performance multimediale ospitata al Festival di Filosofia e MusicaV Les rencontres inattendues a Tournai in Belgio nel settembre 2017.

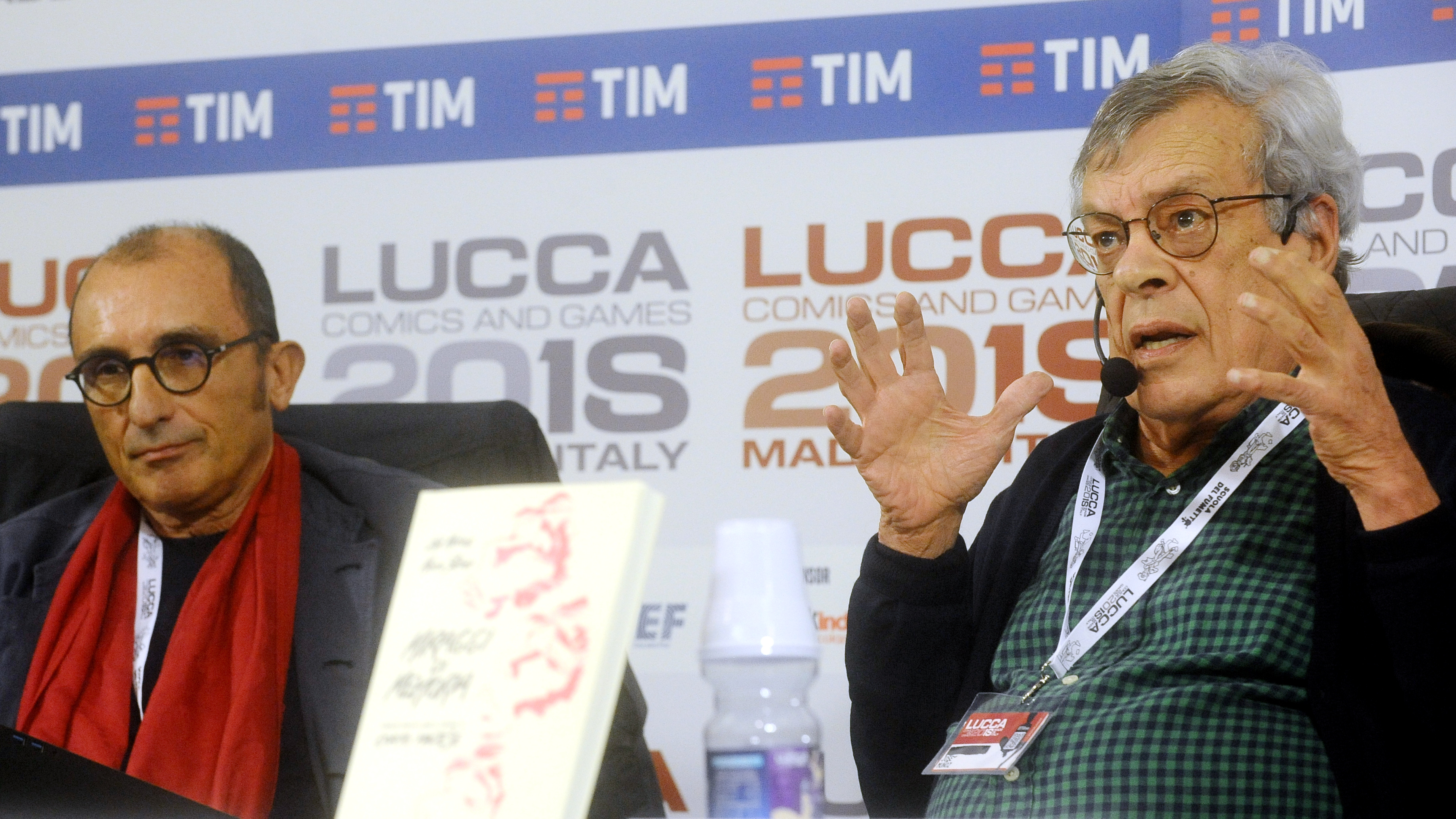
Marco Steiner e José Muñoz a Lucca Comics & Games 2018

Nel 2018 pubblica Miraggi di memoria, Nuages Edizioni, con illustrazioni di José Muñoz, pubblicato anche in Francia da Casterman con il titolo Mirages de la Mémoire.
Nel 2019 pubblica Isole di ordinaria follia, edito da Marcianum Press con foto di Gianni Berengo Gardin e Marco D’Anna.
Nel 2020, con Nuages Edizioni, pubblica Passi silenziosi nel bosco, con chine di Pratt e acquerelli di Nicola Magrin.
A maggio 2021 pubblica con Salani, nella collana Le Stanze, Nella musica del vento, nuovo romanzo d’avventura ambientato tra la Patagonia e la Terra del Fuoco, là verso la fine del mondo.
Oltre che con i fotografi Marco D’Anna e Gianni Berengo Gardin, Marco Steiner ha sempre collaborato in maniera trasversale con altri artisti fra i quali Francesco Cafiso, il sassofonista che ha realizzato il suo ultimo lavoro Irene of Boston, registrato con la London Symphony Orchestra nel 2020 e basato sulla storia di Steiner. I disegnatori Giovanni Robustelli e Claudio Patanè, il chitarrista blues Stefano Meli e il video-maker Vincenzo Cascone. Marco Steiner ha partecipato a numerose conferenze e scritto molti articoli e prefazioni di libri sulle tematiche del viaggio e della scrittura di viaggio. Nel 2021 è uscito il documentario Hugo Pratt in Argentina del regista svizzero Stefano Knuchel per il quale Marco Steiner ha collaborato con il regista alla scrittura della sceneggiatura.